# Vorstengraf (Uden)
Het vorstengraf bij Uden is een grafheuvel uit de vroege Nederlandse ijzertijd (ca. 700 v. Chr.). Door de aangetroffen rijke grafgiften wordt het aangeduid als vorstengraf en spreekt men wel van de "Vorst van de Maashorst".
De grafheuvel ligt in een uitgebreid grafveld, de Slabroekse heide, in het natuurgebied de Maashorst. Het graf werd onderzocht in 2010 en als vorstengraf aangeduid in 2011. het gebied was al eerder onderzocht in 1923. De persoon in het vorstengraf werd begraven, terwijl de personen in alle andere graven gecremeerd waren.
Er werden naast een fragment van een bot en lijkwade enkele bronzen enkel- en armbanden aangetroffen. Ook vond men spelden, een pincet, een nagelknipper, een kraal en vlechtringen.
Het is onduidelijk of het een man of een vrouw betreft.
In de nabijheid van het vorstengraf zijn eerder al twee vorstengraven gevonden, bekend als het Vorstengraf Oss en De Zevenbergen.